# Río Roggan
El río Roggan es un corto río costero canadiense de la orilla oriental de la bahía James. Este río corre hacia el oeste en el municipio de Eeyou Istchee Baie-James, en la región administrativa de Nord-du-Québec, en la provincia de Quebec.

## Geografía
El río Roggan es el penúltimo río que desagua al sur de la punta Luis XIV, que delimita la bahía James y la bahía de Hudson; la desembocadura del río se encuentra a 30 kilómetros al sureste de la punta Luis XIV.
El río Roggan fluye hacia el sur y en paralelo al río Seal (Ontario); así como hacia el norte y en paralelo al río Piagochioui.
Situado cerca de la localidad de Kanaaupscow, el lago Amichikukamaskach (longitud: 8,2 kilómetros por 2,3 kilómetros de ancho) es el lago de cabecera del río Roggan. Este lago está situado al oeste del embalse Robert-Bourassa.
En su curso hacia el oeste (en dirección a la bahía  James, el río Roggan forma varios lagos importantes, entre ellos: Lorin (altitud: 190 metros), Pamigamachi (altitud: 168 metros) y Roggan (altitud: 165 metros).
Las aguas del río desembocarán formando un archipiélago de islas en la costa noreste de la bahía  James, en la aldea de Roggan River.
Al sur del río Roggan, una cadena de colinas (con una altura de entre 6 y 60 metros) con un relieve complejo se extiende a lo largo del noroeste del embalse  Robert-Bourassa.

## Toponimia
A nivel local, los crees designan este curso de agua como "Amistustikwach", que significa "tres ríos".
El topónimo "Rivière Roggan" se formalizó el 5 de diciembre de 1968 en el Banco de Nombres de Lugar de la «Commission de toponymie du Québec», es decir, en la fundación de esta comisión.